# Aleardo Simoni
Pour les articles homonymes, voir Simonie.
Aleardo Simoni (né le 5 septembre 1902 à Minerbio et mort le 8 septembre 1989 dans sa ville natale) est un coureur cycliste italien, professionnel entre 1924 et 1934. Il s'est notamment illustré en 1927 en remportant la Coppa Placci et en se classant huitième de son premier Tour d'Italie.

## Palmarès
- 1926
  - 3e des Trois vallées varésines
- 1927
  - Coppa Placci
  - 3e des Trois vallées varésines
  - 8e du Tour d'Italie
- 1928
  - 2e de l'Astico-Brenta
  - 3e des Trois vallées varésines
- 1930
  - 3e du Tour de la province de Reggio de Calabre
  - 3e du Tour de Romagne
- 1931
  - 2e du Critérium du Midi
  - 3e du Tour de Catalogne

## Résultats sur les grands tours

### Tour de France
1 participation
- 1932 : 42e

### Tour d'Italie
4 participations
- 1927 : 8e
- 1928 : 16e
- 1930 : 25e
- 1931 : 22e